# هیلیارد (فلوریدا)
هیلیارد (به انگلیسی: Hilliard) شهرکی در شهرستان ناساو ایالت فلوریدا است که در سال ۱۹۴۷ بنیان‌گذاری شده‌است. این شهرک طبق سرشماری سال ۲۰۱۰ میلادی، ۲٬۹۳۹ نفر جمعیت داشته و مساحت آن نیز ۱۴٫۲ کیلومتر مربع است.